# Caldea Music
Caldea Music (aanvullende titel: On l'aigua és vida) is een ongenummerd album van Michel Huygen, uitgebracht onder de groepsnaam Neuronium. Het geldt niet als officieel album, het is een promotiealbum voor het Kuuroord Caldea in Andorra, begeleid door wervende foto's en teksten. Het werd uitgegeven op Synergy Records van Disconforme SL uit Andorra, beide zijn later opgeheven.

## Musici
Michel Huygen speelt alle instrumenten, zangstemmen komen ook uit de elektronische apparatuur .

## Tracks
| Nr. | Titel               | Duur  |
| --- | ------------------- | ----- |
| 1.  | Carpe Diem          | 6:45  |
| 2.  | Akuatika            | 4:03  |
| 3.  | Neptuno & Omisba    | 9:17  |
| 4.  | Eaux profondes      | 11:27 |
| 5.  | Le rêve fluide      | 15:15 |
| 6.  | Caldea (water show) | 7:40  |